# دهستان ایگویو، ژانزیانگ
دهستان ایگویو، ژانزیانگ (به لاتین: Aiguo Subdistrict, Zhanjiang) یک منطقهٔ مسکونی در جمهوری خلق چین است که در شیاشان واقع شده‌است.